# أولكسندر عثمان
أولكسندر عثمان (بالأوكرانية: Осман Олександр Вікторович)‏ (18 أبريل 1996 في أوكرانيا - ) هو لاعب كرة قدم أوكراني في مركز الدفاع. شارك مع منتخب أوكرانيا تحت 16 سنة لكرة القدم ومنتخب أوكرانيا تحت 17 سنة لكرة القدم ومنتخب أوكرانيا تحت 19 سنة لكرة القدم. أما مع النوادي، فقد لعب مع دينامو كييف ونادي ميتاليست خاركيف.

## وصلات خارجية
- أولكسندر عثمان على موقع اتحاد أوكرانيا (الإنجليزية)
- أولكسندر عثمان على موقع قاعدة بيانات كرة القدم.إي يو (الإنجليزية)
- أولكسندر عثمان على موقع Soccerway.com (الإنجليزية)
- أولكسندر عثمان على موقع عالم كرة القدم.نت (الإنجليزية)